# Lene Elise Bergum
Lene Elise Bergum, född 20 november 1971 i Kristiansand, är en norsk skådespelare.
Hon var en av de norska deltagarna i den nordiska samproduktionen Robinson VIP 2005

## Filmografi roller
- 1993 - Huvudet över vattnet
- 1998 - Blodsbånd
- 1998 - Hotel Cæsar
- 2004 - Asfaltevangeliet

## Fotnoter
1. ↑  Internet Movie Database, IMDb-ID: nm0075140co0047972, läst: 10 januari 2016.[källa från Wikidata]
2. ↑  Česko-Slovenská filmová databáze, 2001, ČSFD person-ID: 24275.[källa från Wikidata]